# Падерборн/Ліппштадт
Аеропорт Падерборн/Ліппштадт (нім. Flughafen Paderborn Lippstadt (IATA: PAD, ICAO: EDLP)) — другорядний міжнародний аеропорт у районі Оствестфален-Ліппе у німецькій землі Північний Рейн-Вестфалія. Хоча назва означає розташування у межах міста Падерборн або міста Ліппштадт, аеропорт фактично розташований поблизу міста Бюрен, приблизно за 18 км від центру міста Падерборн. В основному він обслуговує рейси до європейських курортів.

## Авіалінії та напрямки, липень 2023
| Авіакомпанія             | Пункт призначення |
| ------------------------ | --- |
| Air Cairo                | Сезонно: Хургада |
| Air Nostrum              | Сезонний чартер: Пальма-де-Майорка                                                                                                |
| Corendon Airlines        | Сезонний: Анталія |
| Eurowings                | Пальма-де-Мальорка |
| Freebird Airlines Europe | Сезонний чартер: Анталія, Бургас, Джерба (з 30 серпня 2023), Фуертевентура, Гран-Канарія, Іракліон, Кос, Пальма-де-Майорка, Родос |
| Lufthansa                | Мюнхен |
| Pegasus Airlines         | Сезонний: Анталія |
| Ryanair                  | Сезонні: Аліканте, Малага, Пальма-де-Майорка                                                                                      |
| SunExpress               | Анталія |

## Статистика

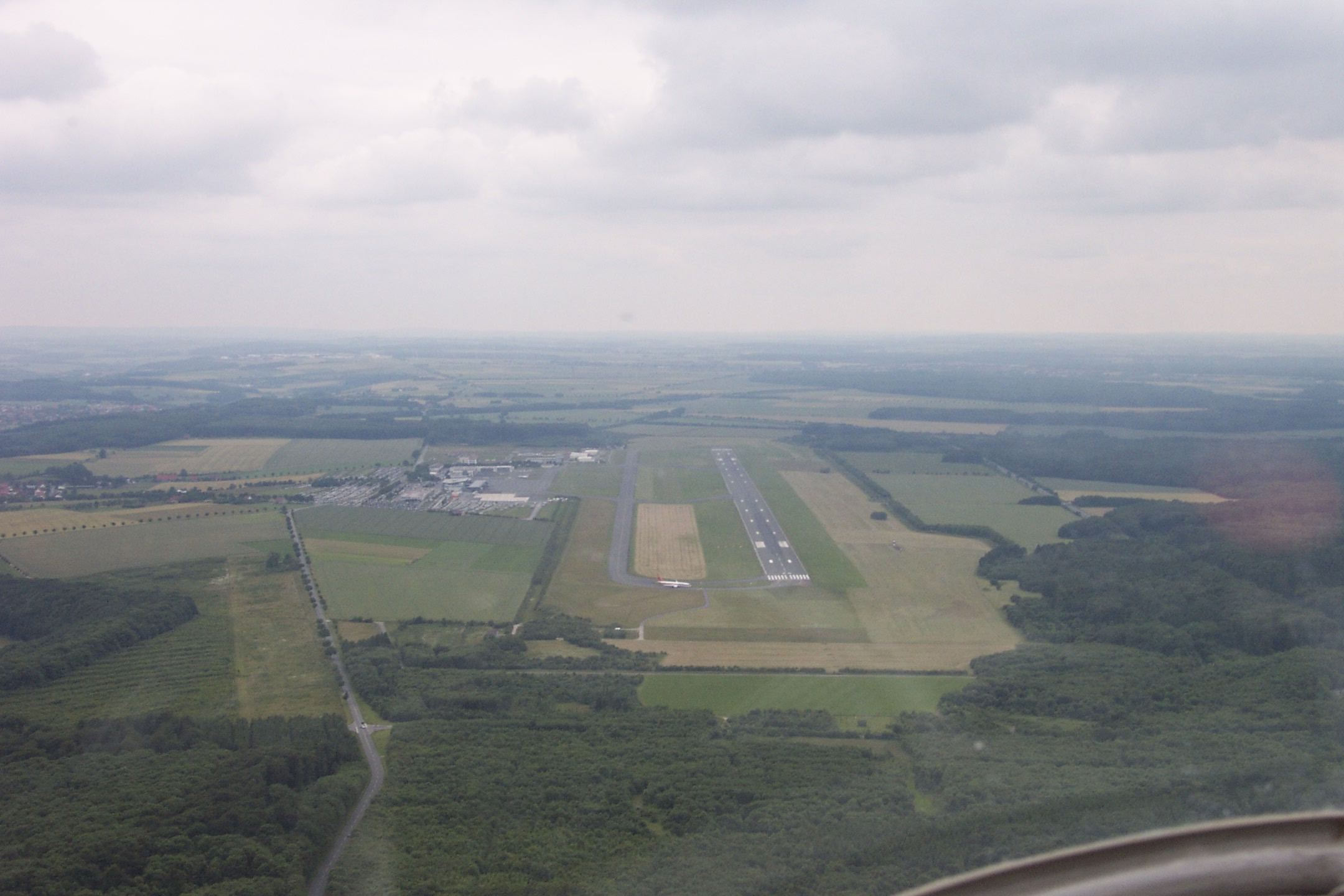
Аеропорт Падерборн/Ліппштадт з повітря

| 2008        | 1,137,043   |
| 2009        | ▼ 983,706   |
| 2010        | ▲ 1,028,301 |
| 2011        | ▼ 974,775   |
| 2012        | ▼ 873,244   |
| 2013        | ▼ 794,889   |
| 2014        | ▼ 760,044   |
| 2015        | ▲ 771,749   |
| 2016        | ▼ 706,268   |
| 2017        | ▲ 738,474   |
| Source: ADV |             |